# 巴勒斯坦鎊
巴勒斯坦鎊（英語：Palestine pound；符號：£P），又稱以色列地里拉（希伯來語：‎），是英國巴勒斯坦託管地（以色列地）1927年11月1日至1948年5月14日期間流通的貨幣，也是以色列國1948年5月15日至1952年6月23日期間流通的貨幣，隨後被以色列里拉取代。巴勒斯坦鎊也曾是外約旦酋長國的貨幣，直到1949年被約旦第納爾取代，並在約旦河西岸流通至1950年。巴勒斯坦鎊在加沙地帶流通至1951年4月，被埃及鎊取代。